# Borrell I d'Urgell-Cerdanya
Borrell I d'Urgell-Cerdanya o Borrell I d'Osona (? - 820) fou un noble visigot que esdevingué comte d'Urgell i de Cerdanya (788/798-820) i d'Osona (c. 799-820).

## Denominació
Durant la seva vida fou anomenat de vàries formes segons s'esdevenien les seves victòries militars. Primer ajudà als francs amb Urgell i Cerdanya i fou nomenat comte sota el nom de Borrell I d'Urgell-Cerdanya, cap al 788. No fou fins cap al 799 que aconseguí dominar totalment el comtat d'Osona i adjudicar-se el títol (cedit pels francs). Com que ajudà en el domini de la zona, cap al final de la seva vida, se'l conegué com a Borrell I d'Osona.
Tanmateix el seu nom i títol principal fou Borrell I d'Urgell-Cerdanya. Títol que segueix el seu descendent:
- Sunifred I d'Urgell-Cerdanya, fill que tingué com a títol principal el comtat d'Urgell i Cerdanya (834 - 848) i més tard incorporà Barcelona, Girona, Osona, Besalú, Narbona, Agde, Besiers, Lodeva, Melguelh i Nimes (844-848); i comte de Conflent durant un breu període abans del 848.

## Biografia
Era d'origen visigot, probablement de l'antiga Cerretana, esdevinguda Cerdanya. Sotmesos els comtats d'Urgell i Cerdanya pels francs cap al 788, el magnat got Borrell en va ser nomenat comte. Devia tenir una forta intervenció en les lluites subsegüents, que van consolidar el domini franc a Ausona (nom llatí d'Osona) cap al 799 i a Barcelona el 801. Potser com a premi se li va reconèixer el comtat d'Osona cap al 799.
El territori del comtat comprèn la Cerdanya (repartida bàsicament entre els pagi de Bar, de Talló i de Llívia) i també alguns sectors del Ripollès (Vall de Ribes) i del Berguedà (valls de Brocà i de Lillet). També comprèn la zona de l'Alt Urgell o Urgellet que esdevé el comtat d'Urgell.
Va participar en l'expedició a Tortosa ocorreguda entre el 804 i el 806, segons els diferents autors, però no apareix pas a les subsegüents del 807 o 808 i la del 809.
Un got com ell, Sunifred I d'Urgell-Cerdanya, esdevingué l'any 834 comte d'Urgell i Cerdanya. Abans però, els comtats foren atorgats a Asnar I Galí i al seu fill Galí I Asnar, respectivament.
Va morir el 820. El comtat d'Osona va unir-se a les honors (territoris) concedits al comte Rampó de Barcelona i Girona, i els d'Urgell i Cerdanya foren lliurats a Asnar I Galí, que poc abans havia estat expulsat del comtat d'Aragó per la facció contrària als francs i aliada als vascons.